# Steptoe
Steptoe ist ein Census-designated place im Whitman County im US-Bundesstaat Washington. Die Volkszählung von 2020 erfasste 160 Einwohner. Der CDP wurde im Jahr 2010 erstmals vom Census erfasst.

## Lage
Der Ort liegt etwa 20 Kilometer westlich der Grenze nach Idaho an der Kreuzung der US-195 und der State Route WA-23 auf einer Höhe von 721 Metern über dem Meeresspiegel. Die 5,7 km² große Fläche des Gebietes besteht nur aus Land.